# Hunerich
Hunerich (auch Hunericus, Hunirix; * um 420; † 484) war der Sohn von Geiserich (389–477) und von 477 bis 484 König der Vandalen.
Die Quellenlage zum Leben Hunerichs ist sehr dürftig und nur wenige Daten lassen sich relativ sicher ermitteln. Wichtigste Quelle ist Victor von Vita, dessen Darstellung aufgrund Hunerichs Religionspolitik allerdings nicht immer objektiv ist.
Zum Geburtsjahr Hunerichs um 420 gibt es nur eine Quelle, die vermuten lässt, dass er in Spanien, noch vor dem vandalischen Übergang nach Africa 429 geboren sei. Er war 435 oder 442 eine Geisel am weströmischen Hof. 442 wurde er mit der erst dreijährigen Prinzessin Eudocia (439–466/474) verlobt, der Tochter von Kaiser Valentinian III. (419–455). Vorher war Hunerich bereits mit der Tochter des Westgotenkönigs Theoderich I. verlobt oder verheiratet, was ein noch früheres Geburtsdatum Hunerichs nahelegt. Sein Vater Geiserich löste allerdings die Verbindung und schickte die Braut verstümmelt an Theoderich zurück, weil sie angeblich versuchte, ihn zu vergiften.
Nach der Plünderung Roms im Jahr 455 durch die Vandalen entführte Geiserich die Kaiserinwitwe Licinia Eudoxia (422–462) mit ihren Töchtern Eudocia und Placidia nach Africa. Eudoxia wurde nachgesagt, sie habe Geiserich aus Rache gerufen; dieses Gerücht stieß aber bereits in den Quellen auf erhebliche Skepsis und ist auch nicht glaubwürdig. Ein Grund für den Rombesuch Geiserichs war wohl die Heimführung Prinzessin Eudocias, der Verlobten seines Sohnes, um endlich das Heiratsversprechen einzulösen – denn sie war bereits 16 Jahre alt. Ab 455/456 waren sie verheiratet. Sie hatten einen Sohn Hilderich (455/460–533), der 523 bis 530 König der Vandalen war. Eudocia ging 464 oder 472 nach Jerusalem, angeblich auf der Flucht vor ihrem arianischen Ehemann, wo sie 466 oder 474 starb.
Hunerich wurde 477 als Nachfolger Geiserichs König der Vandalen (korrekt wäre „König der Vandalen und Alanen“). Er wurde von den Quellen negativ beurteilt und soll mögliche Thronanwärter wie seinen Bruder Theuderik und seinen Neffen Godagis verbannt haben, um seinem Sohn Hilderich die Thronfolge zu sichern.
In den Jahren 483/484 ordnete Hunerich, der arianischer Christ war, eine Verfolgung der Katholiken in seinem Reich an. Für diese ist die wenig später vom katholischen Bischof Victor von Vita (nordafrikanische Provinz Byzacena) verfasste Historia persecutionis Africanae provinciae die wichtigste Quelle, die freilich nicht völlig objektiv ist. Trotz subjektiver Färbung ist die Verfolgung aber offenbar mit großer Härte durchgeführt worden. Auf Widerstand stießen die Vandalen im Bergland Numidiens, wo sich die Berber unter ihrem Führer Masties selbstständig machten.
Der Hintergrund der Verfolgung war vermutlich weniger religiöser Fanatismus, vielmehr wurde Hunerich wohl von realpolitischen Motiven geleitet. Die noch immer engen Bindungen der katholischen Kirche Nordafrikas zum römischen Kaiser und der damit verbunden römischen Reichsidee, die eine Gefahr für die Legitimität des Vandalenreichs darstellte, sollten wahrscheinlich durch die Verfolgung gekappt werden. Dazu passt, dass sich Hunerich zunächst um eine Verständigung bemühte und auch die Besetzung vakanter katholischer Bischofssitze gestattete. Victor von Vita berichtet auch von Religionsgesprächen zwischen Katholiken und Arianern, die Hunerich für den 1. Februar 484 nach Karthago einbestellte. Einer der geladenen Bischöfe war Vigilius von Thapsus, von dem einige theologische Streitschriften stammen. Nach dem Scheitern der Gespräche erließ Hunerich am 7. und 25. Februar 484 Edikte zur Verfolgung der Katholiken, die sich eng an die kaiserliche Ketzergesetzgebung anlehnten.
Gleichzeitig präsentierte sich Hunerich im Vandalenreich als Nachfolger der römischen Kaiser, etwa indem er Gesetze erließ, die sich eng an die römischen Vorbilder hielten, oder die Hafenstadt Hadrumetum in Uniricopolis umbenannte.
Am 23. Dezember 484 starb Hunerich. Sein Nachfolger wurde sein Neffe Gunthamund, der Sohn seines jüngeren Bruders Gento.